# Trois-Vèvres
Trois-Vèvres is een gemeente in het Franse departement Nièvre (regio Bourgogne-Franche-Comté) en telt 238 inwoners (2009). De plaats maakt deel uit van het arrondissement Nevers.

## Geografie
De oppervlakte van Trois-Vèvres bedraagt 7,6 km², de bevolkingsdichtheid is 31,1 inwoners per km².
De onderstaande kaart toont de ligging van Trois-Vèvres met de belangrijkste infrastructuur en aangrenzende gemeenten.

## Demografie
Onderstaande figuur toont het verloop van het inwonertal (bron: INSEE-tellingen).